# Chiusanico
Chiusanico là một đô thị ở tỉnh Imperia trong vùng Liguria, tọa lạc khoảng 90 km về phía tây nam của Genova và khoảng 10 km về phía tây bắc của Imperia. Tại thời điểm ngày 31 tháng 12 năm 2004, đô thị này có dân số 592 người và diện tích là 13,7 km².
Đô thị Chiusanico có các frazioni (các đơn vị cấp dưới, chủ yếu là các làng) Torria, Gazzelli, Garsci, và Zebbi.
Chiusanico giáp các đô thị sau: Borgomaro, Caravonica, Cesio, Chiusavecchia, Diano Arentino, Lucinasco, Pontedassio, Stellanello, và Testico.